# Glencoe (Minnesota)
Glencoe ist eine Kleinstadt (mit dem Status „City“) und Verwaltungssitz des McLeod County im mittleren Süden des US-amerikanischen Bundesstaates Minnesota. Das U.S. Census Bureau hat bei der Volkszählung 2020 eine Einwohnerzahl von 5.744 ermittelt.

## Geografie
Glencoe liegt auf 44°46′09″ nördlicher Breite und 94°09′06″ westlicher Länge und erstreckt sich über 8,37 km².
Benachbarte Orte von Glencoe sind Biscay (12,5 km nordwestlich), Plato (9,6 km östlich), Green Isle (21,4 km südöstlich), New Auburn (14,2 km südwestlich) und Brownton (17,6 km westlich).
Die nächstgelegenen größeren Städte sind Minneapolis (86,8 km ostnordöstlich), Minnesotas Hauptstadt Saint Paul (99 km in der gleichen Richtung), Rochester (207 km südöstlich), Sioux Falls in South Dakota (304 km südwestlich) und Fargo in North Dakota (369 km nordwestlich).

## Verkehr
Die Hauptader des Straßenverkehrs bildet der in West-Ost-Richtung durch das Stadtgebiet verlaufende U.S. Highway 212. Im Stadtzentrum treffen die Minnesota State Routes 2 und 22 aufeinander. Alle weiteren Straßen innerhalb von Glencoe sind untergeordnete Fahrwege oder innerstädtische Verbindungsstraßen.
Parallel zum US 212 verläuft die Hauptstrecke der Twin Cities and Western Railroad.
Mit dem Glencoe Municipal Airport befindet sich ein kleiner Flugplatz 6,5 km östlich von Glencoe. Der nächste Großflughafen ist der Minneapolis-Saint Paul International Airport (84,2 km östlich).

## Demografische Daten
Nach der Volkszählung im Jahr 2010 lebten in Glencoe 5631 Menschen in 2220 Haushalten. Die Bevölkerungsdichte betrug 672,8 Einwohner pro Quadratkilometer. In den 2220 Haushalten lebten statistisch je 2,48 Personen.
Ethnisch betrachtet setzte sich die Bevölkerung zusammen aus 92,0 Prozent Weißen, 0,6 Prozent Afroamerikanern, 0,6 Prozent amerikanischen Ureinwohnern, 0,8 Prozent Asiaten sowie 4,8 Prozent aus anderen ethnischen Gruppen; 1,2 Prozent stammten von zwei oder mehr Ethnien ab. Unabhängig von der ethnischen Zugehörigkeit waren 14,8 Prozent der Bevölkerung spanischer oder lateinamerikanischer Abstammung.
26,2 Prozent der Bevölkerung waren unter 18 Jahre alt, 56,7 Prozent waren zwischen 18 und 64 und 17,1 Prozent waren 65 Jahre oder älter. 51,5 Prozent der Bevölkerung war weiblich.
Das mittlere jährliche Einkommen eines Haushalts lag bei 48.667 USD. Das Pro-Kopf-Einkommen betrug 24.155 USD. 10,9 Prozent der Einwohner lebten unterhalb der Armutsgrenze.